# Диди-Хавлети
Диди-Хавлети (груз. დიდი ხავლეთი) — село в Грузии. Находится в Хашурском муниципалитете края Шида-Картли. Высота над уровнем моря составляет 960 метров. Население — 0 человек (2014).